# Universidad Nacional de Chonnam
La  Universidad nacional de Chonnam, en hangul, 전남대학교, es una universidad pública surcoreana. Su nombre es la forma abreviada de Jeolla del Sur.